# Hologram
Hologram je trodimenzionalna slika dobivena primjenom koherentne laserske svjetlosti holografijom. Interferencijske pruge zabilježene na fotografskoj ploči ili filmu, ili otisnute na termoplastičnoj podlozi sadržavaju sve informacije o rasporedu, jakosti, smjerovima i fazama svjetlosnih valova odraženih od predmeta u trenutku snimanja. Na samoj fotografskoj ploči slika predmeta nije prepoznatljiva. Zabilježene interferencijske pruge su optička rešetka kroz koju se svjetlost otklanja od početnoga smjera i konstruktivnom interferencijom u nekim smjerovima pojačava. Snimljeni predmet vidi se kroz fotografsku ploču kao kroz prozor, promjenom promatračkoga položaja postaju vidljivi različiti dijelovi predmeta.

## Holografija
Holografija je postupak snimanja i reprodukcije trodimenzionalne slike nekog predmeta uz pomoć koherentne svjetlosti a bez upotrebe optičkih leća. Takva se slika naziva hologram, a od dvodimenzionalne se fotografske snimke razlikuje po tome što uz raspored i jakost svjetlosnih valova, odraženih od snimanog predmeta, bilježi i njihov smjer i fazu. Time se pohranjuju sva svojstva valne fronte svjetlosti, a također i potpuna informacija o prostornim svojstvima predmeta. Hologram promatran iz različitih kutova pruža različite prizore snimljenog predmeta. Kako jedno promatračevo oko vidi hologram pod drugačijim kutom od drugoga oka, stječe se dojam prostornosti snimljenog predmeta, jednako kao da se radi o promatranju stvarnog predmeta.

### Povijest
Način rada holografije otkrio je još 1948. godine mađarski znanstvenik D. Gábor istraživajući mogućnosti bolje moći razlučivanja elektronskog mikroskopa, no tek je šezdesetih godina 20. stoljeća otkriće lasera omogućilo praktičnu primjenu holografije.
Treba napomenuti da su davno prije Dennis Gábora određena otkrića tadašnjih znanstvenika stvorila pretpostavke za pronalaženje i razvoj tehnike holografije: 
- 1672. I. Newton je uz pomoć optičke prizme razdijelio val bijele svjetlosti na njegove spektralne komponente (disperzija);
- 1882. određena je brzina svjetlosti kao 299 778 km/s;
- 1948. D. Gábor otkriva osnovne metode holografije;
- 1958. Ch. H. Towers i A. L. Schawlow objavljuju članak "Infracrveni i optički laser" u kojem su nagovijestili mogućnost laserskog emitiranja koherentne svjetlosti;
- 1960. T. M. Maiman iz kalifornijskog "Hughes Aircraft Company Research Laboratory" gradi prvi laser - impulsni rubinski laser;
- 1961. god. pronalaskom lasera budi se ponovno interes za holografiju. E. Leith i J. Upatnieks sa Sveučilišta u Michiganu ponavljaju rane Gaborove pokuse, ovog puta uz pomoć lasera. Y. N. Denisyuk u SSSR-u snima holograme za čiju se reprodukciju koristi refleksija bijele svjetlosti. Tehniku refleksnih holograma razvija intenzivno Stroke i njegova grupa s DRžavnog sveučilišta u New Yorku sredinom 60-ih godina 20. stoljeća;
- 1971. D. Gábor prima Nobelovu nagradu za fiziku za svoja otkrića osnova holografije;
- 1972. L. Cross i D. Smith snimaju prvi hologram predmeta u pokretu.